# Баллута Біндінгз
Баллута Біндінгз — це багатоквартирний будинок у стилі модерн з видом на затоку Баллута в Сент-Джуліані, Мальта. Він був побудований у 1928 році для маркіза Джона Шиклуни за проектом Джузеппе Псайла. Будівля вважається одним з найкращих із небагатьох збережених зразків архітектури в стилі модерн на Мальті.

## Історія
Ділянка будівлі спочатку складалася з терасових полів, які на початку 19 століття були включені в сад сусідньої вілли Святого Ігнатія. У 1920-х роках вілла та її територія були розділені та продані, і першою частиною колишнього саду, яка була забудована, були Баллута Біндінгз.  Житловий будинок був побудований у 1928 році для маркіза Джона Шиклуна за проектом архітектора Джузеппе Псаїла .   Назва будівлі походить від "дубів" ( мальт. ballut ), які росла в районі перед нею, які й дали назву усій затоці . 

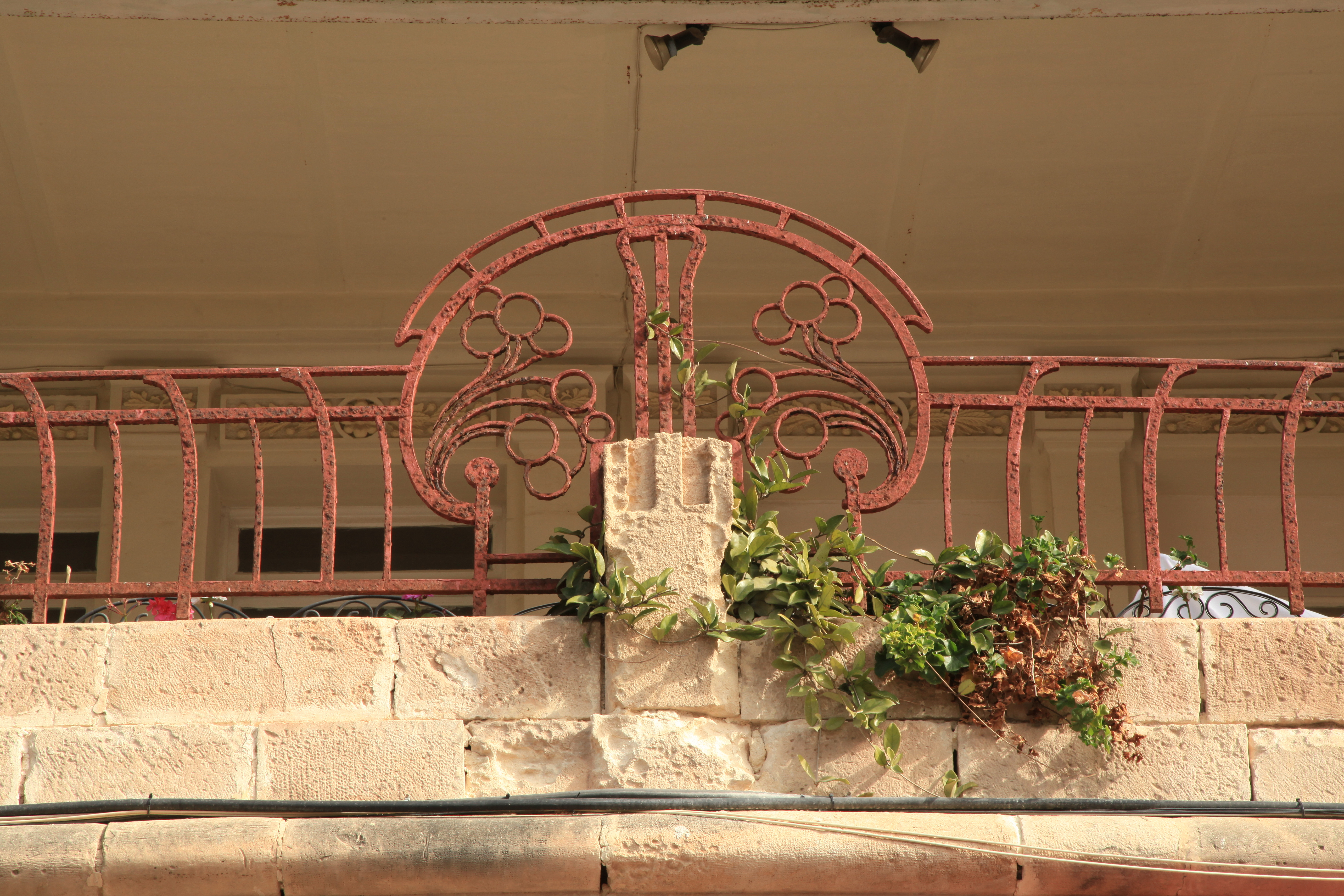
Ковані грати в стилі модерн у будівлях Баллута

Спочатку тут розташовувались одні з найбільших і найрозкішніших апартаментів у Європі, і будівля стала престижною адресою на Мальті. Через певні закони про оренду, багато орендарів та їхні спадкоємці зберігали квартири за невелику номінальну орендну плату. З двадцяти квартир шістнадцять залишилися у спадкоємців орендарів, три повернулися у власність власників, а одну продали третій особі. На рівні вулиці розташовані заклади харчування. 
Будівля залишається у відносно хорошому стані, хоча потребує реставрації.  Її заплановано визнати як пам’ятник 1-го ступеня та внесено до Національного переліку культурних цінностей Мальтійських островів . 

## Архітектура

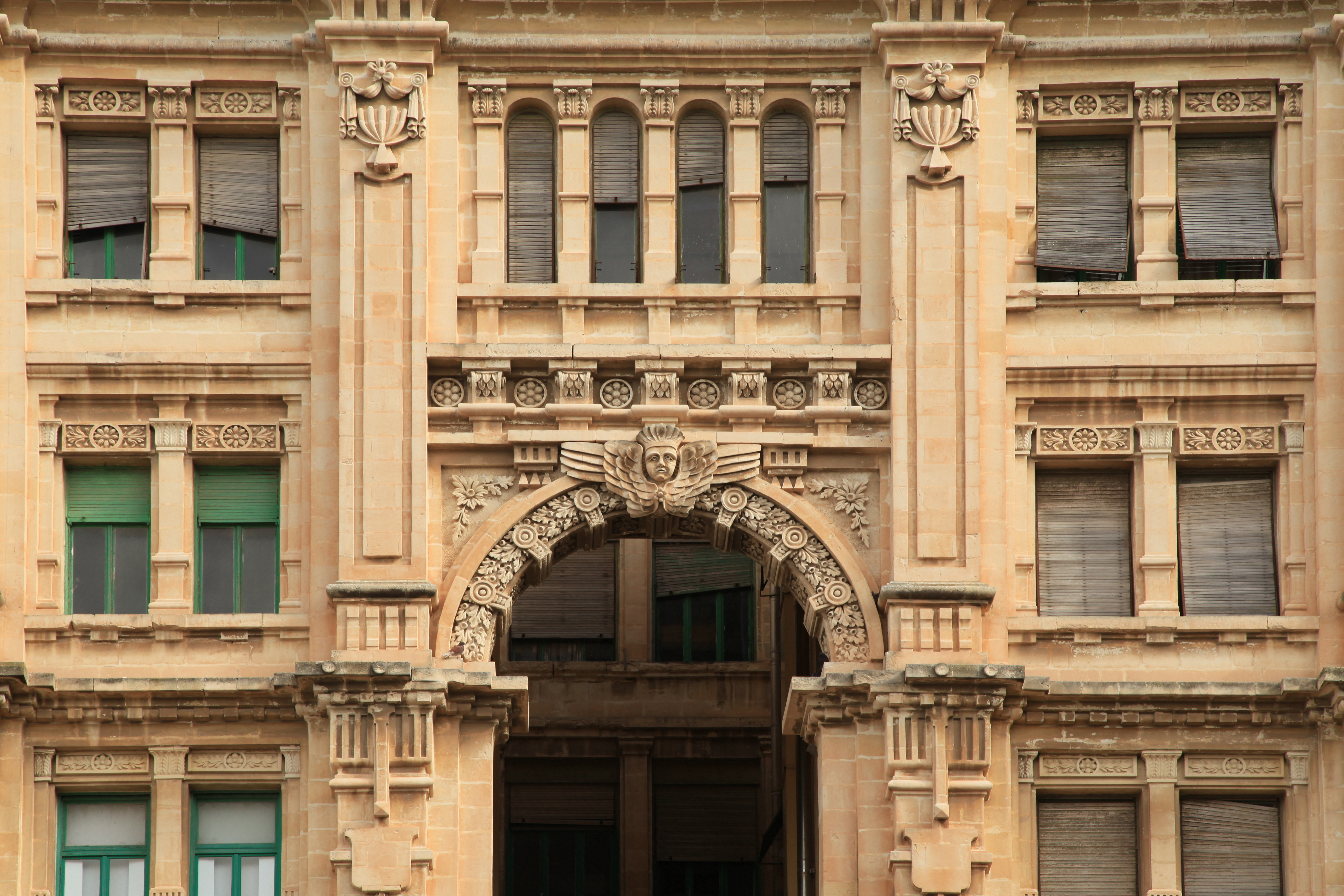
Деталь фасаду з орнаментом

Баллута Біндінгз є одними з найкращих  серед небагатьох збережених будівель у стилі модерн на Мальті , а також вважаються шедевром Псайли  та однією з найбільш знакових будівель у країні.  Будівля складається з трьох з’єднаних між собою багатоквартирних будинків із трьома вертикальними конструкціями, які мають довгі вертикальні аркові отвори, які виступають  вперед. Вони увінчані замковими каменями, прикрашеними різьбленим путто. Отвори фланковані рядами подвійних вікон і пілястрами з обох боків. Кожен блок увінчаний фронтоном, а архітрави під кожним мають написи  BALLUTA (лівий блок) BUILDINGS (правий блок) і AD MCMXXVIII (центральний блок). Вікна, пілястри та інші частини будівлі оздоблені складним рослинним і геометричним декором. 

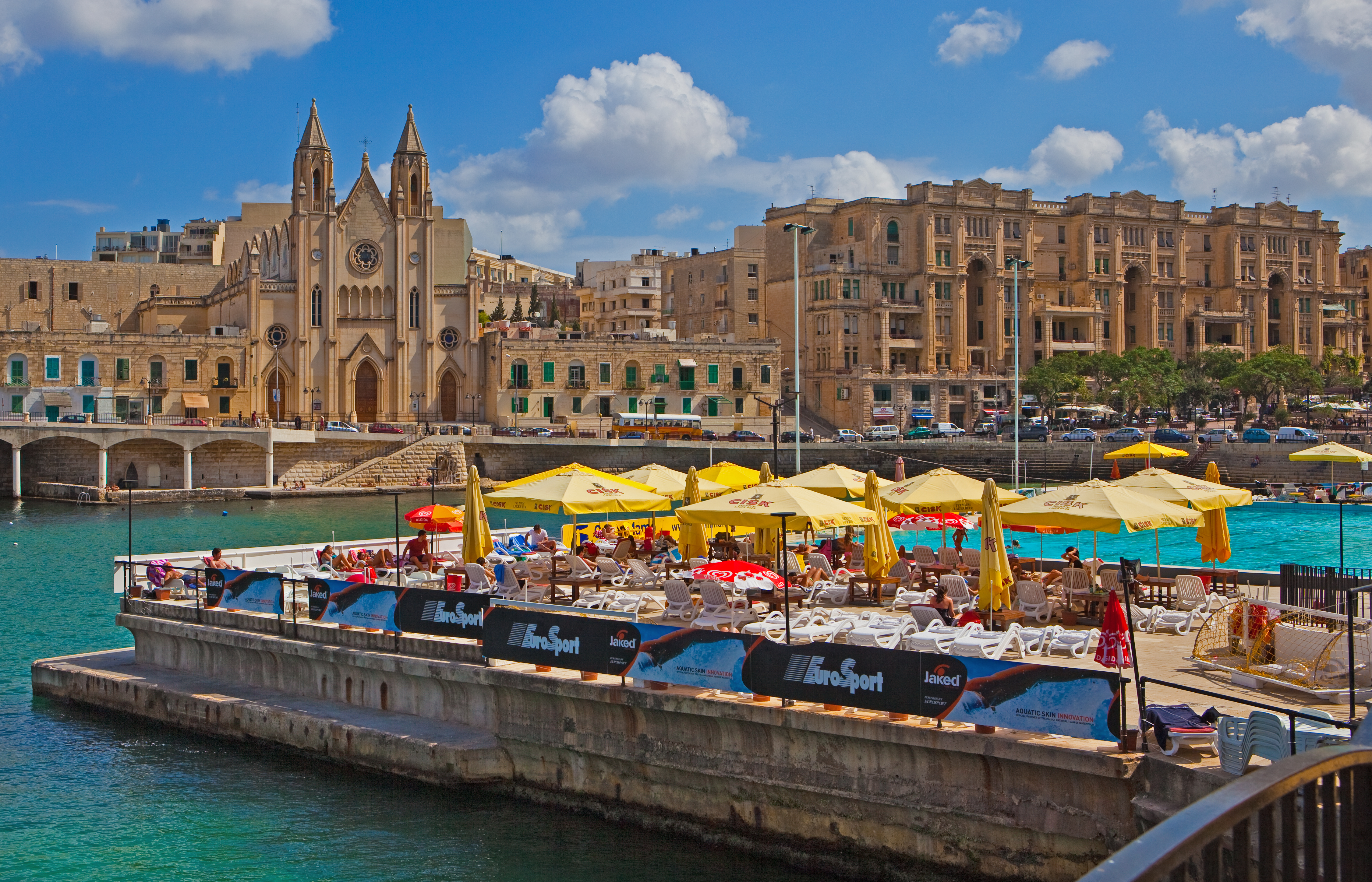
Будинки Баллута (праворуч) і церква кармелітів (ліворуч), з видом на затоку Баллута

Блоки об’єднані верандами на нижніх поверхах і однотонним фасадом на верхніх. Конструкція, яка містить кілька магазинів, підтримує всю будівлю на рівні вулиці, сприяючи її тривимірності.  Будинок побудовано з місцевого вапняку . 
Двадцять квартир у блоці великі та розкішні, з високими стелями та колонами. Інтер'єр оздоблений традиційною мальтійською плиткою.  Ковані грати, які є по всій будівлі, високої якості, і невідомо, чи це була робота Псайли чи іншого ремісника. 

## Дивись також
- Палаццина Вінчеті, модерністська будівля, розташована на протилежному кінці затоки Баллута

## Зовнішні посилання
- Вікісховище має мультимедійні дані за темою: Баллута Біндінгз